# Супергигант

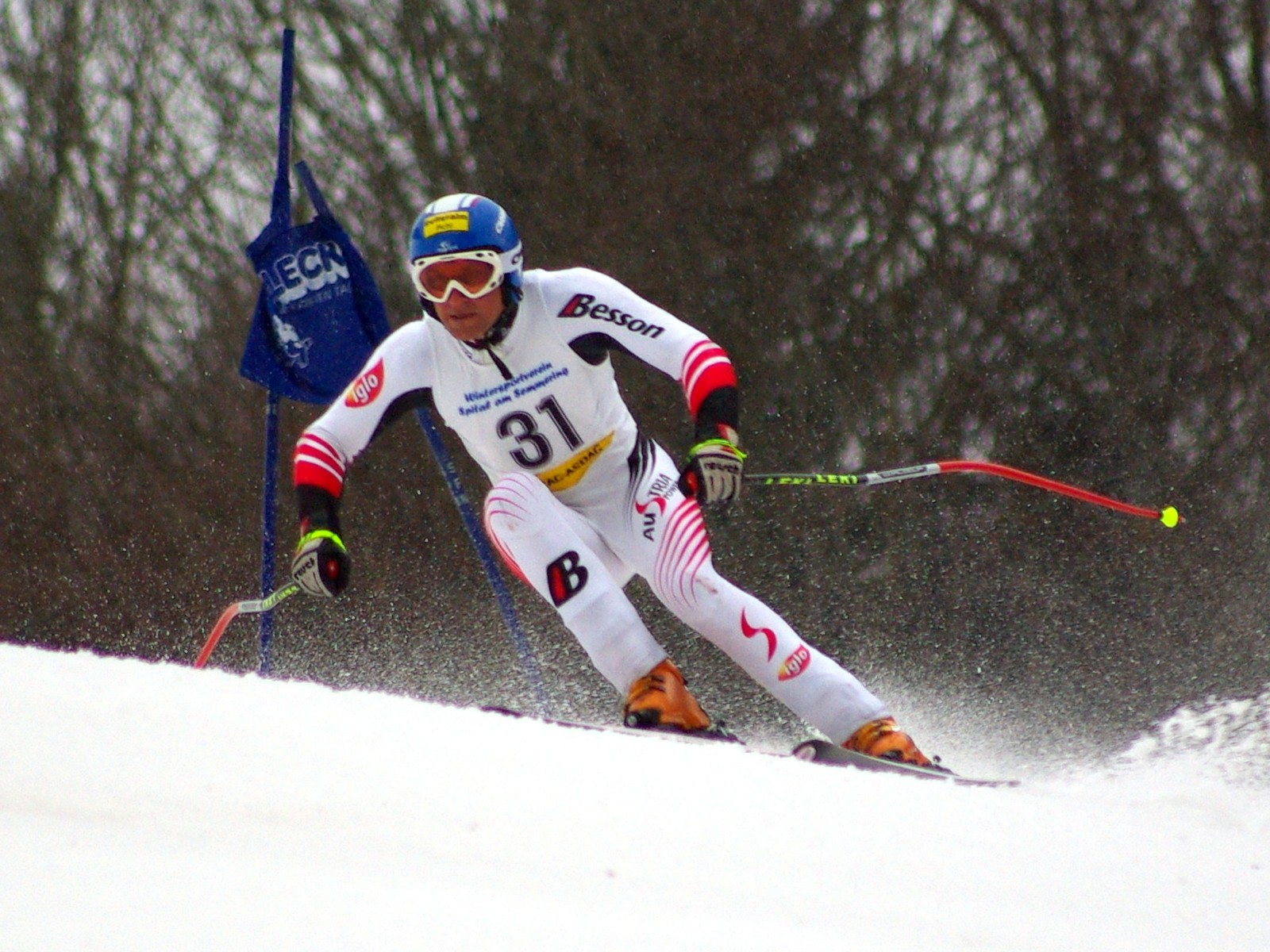
Австриец Кристоф Корнбергер на трассе супергиганта

Супергигант, супер-гигант (супергигантский слалом, англ. Super Giant Slalom или Super G) — вид соревнований по горнолыжному спорту и сноуборду.
Занимают промежуточное положение между скоростным спуском и гигантским слаломом с точки зрения техники, организации соревнований и требований к трассам.
Соревнования по супергиганту проводятся в один заезд.

## История
Супергигант вошёл в программу кубка мира по горнолыжному спорту в сезоне 1982—1983. Существует конспирологическая теория, что это было сделано для того, чтоб сделать соревнования более зрелищными, поскольку ранее (в слаломе в 1975—1981 и 1983 годах и в гигантском слаломе в 1975—1981 и 1984 годах) выигрывал только Ингемар Стенмарк, техника катания которого плохо подходила для езды на высокой скорости (его лучшее достижение — третье место в комбинации в сезоне 1980—1981).
В программу чемпионата мира по горнолыжному спорту супергигант был включён в 1987 году, в программу зимней Олимпиады — в 1988 году.

## Требования к трассе

### Перепад высот
для мужчин: 400—600 м
для женщин: 350—600 м
для детей: 225—450 м
Ширина трассы должна быть около 30 м. Трасса супергиганта ставится так же, как и трасса скоростного спуска.

### Другие требования
Ворота состоят из четырёх древок и двух флагов. Ворота — попеременно красного и синего цвета. Ширина ворот от 6 до 8 м — расстояние между двумя ближайшими внутренними древками открытых ворот и от 8 до 12 м — для закрытых ворот. Запрещается ставить ворота вдоль линии спуска.
Максимальное число ворот с поворотами должно быть 10 % от перепада высот в метрах.
Участники имеют право просмотреть трассу перед стартом с нагрудными номерами, соскальзывая вдоль трассы, но не проходя ворота и не проходя на скорости отдельные участки трассы.